# Michał Szromnik
Michał Szromnik (* 4. März 1993 in Danzig) ist ein polnischer Fußballtorwart.

## Karriere

### Verein
Michał Szromnik spielte in seiner Jugend zunächst in seiner Geburtsstadt Danzig für den dort ansässigen Klub Sportowy Gedania. Für den nach Lechia Gdańsk zweitgrößten Fußballverein aus der Ostseestadt war er bis zu seinem sechzehnten Lebensjahr aktiv. Ab dem Jahr 2009 stand Szromnik für die Jugendmannschaft von Arka Gdynia im Tor. Bereits ein Jahr nach seiner Unterschrift bei Arka stand er zudem für einige Spiele der Saison 2010/11 im Kader der Profimannschaft. Sein Debüt für den polnischen Zweitligisten gab er allerdings erst in der Saison 2011/12. Nach sieben Einsätzen, folgten in der folgenden Spielzeit 14 Spiele. In der Saison 2013/14 konnte sich Szromnik den Stammplatz zwischen den Pfosten erkämpfen. Im Juli 2014 wechselte der mittlerweile 21-jährige Szromnik zum schottischen Erstligisten Dundee United, um hinter seinem Landsmann Radosław Cierzniak Ersatztorhüter zu sein. Er debütierte für United im Februar 2015 im Ligaspiel gegen den FC St. Johnstone. Im zweiten Spiel, drei Tage später gegen Inverness Caledonian Thistle flog er mit einer Roten Karte vom Platz. Bis zum Ende der Saison 2014/15 spielte Szromnik  noch zwei weitere Male für United unter dem Trainer Jackie McNamara. In der Saison 2015/16 war er zweiter Torhüter.